# Beilicat dels saruhànides
El beilicat dels saruhànides (també anomenat Saruhan o Saruhanoğulları, per la dinastia que el va governar) va ser un dels beilicats d'Anatòlia entre 1304 i 1410 i tenia per capital, des del 1313, la ciutat de Manisa, a l'actual Turquia. Originàriament era un beilicat vassall del Beilicat dels germiyànides, però després del 1304 el cap tribal Saruhan s'independitzà. El 1410 el soldà Mehmet I assassinà el bey Hizir i el territori fou absorbit dins de l'Imperi Otomà.

## Història de la dinastia
L'emir Saruhan (turc otomà Sarukhan), fill d'Alpagi, va marcar la seva independència envers els germiyànides. Magnesia ad Sipylum (Maghnisa o Manisa en turc) assetjada des de 1275, fou finalment presa per Saruhan el 1313. La ciutat fou anomenada Manisa i va esdevenir la seva capital (1313). El principat prengué el nom de Saruhan. Va imposar la seva autoritat, entre d'altres, als comerciants italians dels quals l'activitat assegurava la prosperitat de la regió. Al mateix temps tingué bones relacions amb els romans d'Orient i amb els beilicats veïns de Mendeixia i Aydin.
Cap a la fi de 1329, l'emperador romà d'Orient Andrònic III després d'haver obtingut la rendició de Quios i la fidelitat de la colònia genovesa de Focea, va convidar els beis de Tin i dels saruhànides a negociar un modus-vivendi. Saruhan va respondre personalment a aquesta invitació hi es va acabar amb un arranjament (1329) que sembla que fou profitós.
Ibn Battuta en el moment del seu pas per Manisa (Maghnîciyah en el text) va trobar a Saruhan:
| « | (El sultà de Maghnîciyah) s'anomena Saru khan, i quan nosaltres vàrem arribar a la ciutat el vàrem trobar a la capella sepulcral del seu fill, que havia mort feia us quants mesos; hi va passar la nit de la festa amb la mare del príncep difunt, i la matinada següent. El cos del jove príncep havia estat embalsamat i posat en un cofre de fusta recobert de ferro galvanitzat i se'l veia suspès al mig d'una capella sense sostre amb la finalitat que l'olor del cadàver es pogués sentir a l'exterior i seria després quan es faria el sostre; el cos seria posat al sol i els vestits del mort posats sobre el cadàver. Ja havia vist a altres sobirans diferents del de Maghnîciyah actuar així; el vàrem saludar en aquest lloc i vàrem fer amb ell la pregària de la festa retornant després a la zawiya. | » |

Saruhan es va enfrontar als genovesos de Focea que van agafar el seu fill Sulayman com a ostatge junt amb 24 notables turcs; com a revenja va oferir el seu suport a l'emperador en contra dels italians. El governador de Focea es va revoltar i va intentar conquerir Lesbos. A poc a poc, Andrònic III va adquirir la convicció que els turcs eren aliats més segurs que els italians. Al final de 1335, deixà darrere d'ell alguns vaixells per bloquejar Lesbos, i se'n va anar a assetjar Focea. Saruhan li va aportar els homes i avituallament per les seves tropes fins a la capitulació de la ciutat. Umur o Umar I Beg Baha al-Din Ghazi (1334-1348), bei d'Aydin, va fer més encara, i va anar en persona a trobar l'emperador. El tractat decidit en aquesta ocasió no era res menys que una aliança defensiva entre l'Imperi Romà d'Orient i l'emirat d'Aydin contra els otomans i els italians.
El 1341, aprofitant la mort d'Andronic III i la minoria del seu successor Joan V Paleòleg, Süleyman Saruhanoghlu, el fill de Saruhan, va saquejar les costes de Tràcia aliat a Umur Aydinoghlu (que defensava els drets de Joan VI Cantacuzè aspirant al tron de l'Imperi Romà d'Orient en lluita contra la regenta Anna de Savoia). Süleyman Saruhanoghlu va morir de malaltia a Tràcia el 1345 i Joan Cantacuzè va demanar ajut al seu pare Saruhan. Més tard va cridar també el soldà otomà Orhan. Durant l'estiu de 1346, aquesta vegada fou Anna de Savoia que va sol·licitar l'ajuda de l'emir dels saruhànides, que va enviar 6.000 homes que saquejaren una vegada de més Tràcia i van arribar fins a Bulgària. El 1347 la flota dels saruhànides fou destruïda a Imbros pels croats, en el curs d'una de les habituals ràtzies fetes en cooperació amb Umur d'Aydin. Saruhan va morir vers el 1348 (segons un document genovès), un any després del final de la guerra civil romana d'Orient.
Fahreddin Ilyas Ilyas, fill de Saruhan, va recollir la successió del seu pare vers el 1348. Com que els otomans van annexionar Karasi, l'emirat dels saruhànides va esdevenir fronterer amb els otomans.
Muzaffereddin Ishaq Ishak va succeir a Fahreddin Ilyas en una data incerta que alguns situen en 1357 i altres el 1374. Segons l'Enciclopèdia de l'Islam el 1357 ja governava Ishaq Çelebi, que estava associat estretament a la confraria dels dervissos mewlewis o mawlawiyya. El 1358 hauria cooperat amb l'emperador Joan V Paleòleg quan aquest va enfilar cap a Focea per alliberar Khalil, el fill del sultà otomà Orhan, que els genovesos tenien captiu. Llavors es va signar un nou tractat amb Saruhan, i els fills d'Ishaq van ser enviats a Constantinoble en garantia del compliment dels termes de l'acord. La data de la mort de l'emir s'accepta generalment que fou el 1388.
Hizir Şah va succeir a Muzaffereddin Ishak el 1388. El sultà otomà Baiazet I va annexionar el beilicat el 1391. Hizir Şah fou destituït i enviat a Bursa, on va morir.
Després de la derrota de Bayezid I en la batalla d'Ankara el juliol de 1402, el príncep Orkhan Saruhanoghlu va tornar a Manisa l'agost de 1402. Finalment l'emir fou mort pel sultà Mehmet I i el beilicat annexat al soldanat otomà (1410). Va esdevenir llavors un sandjak mentre Manisa passava a ser residència de l'hereu otomà.

## Heretatge
La província turca de Manisa va continuar sent anomenada Saruhan fins als primers anys de la república turca.
La gran mesquita de Manisa ha estat construïda sota el regnat de Muzaffereddin Ishak (1366-1367).

## Els sobirans de la dinastia

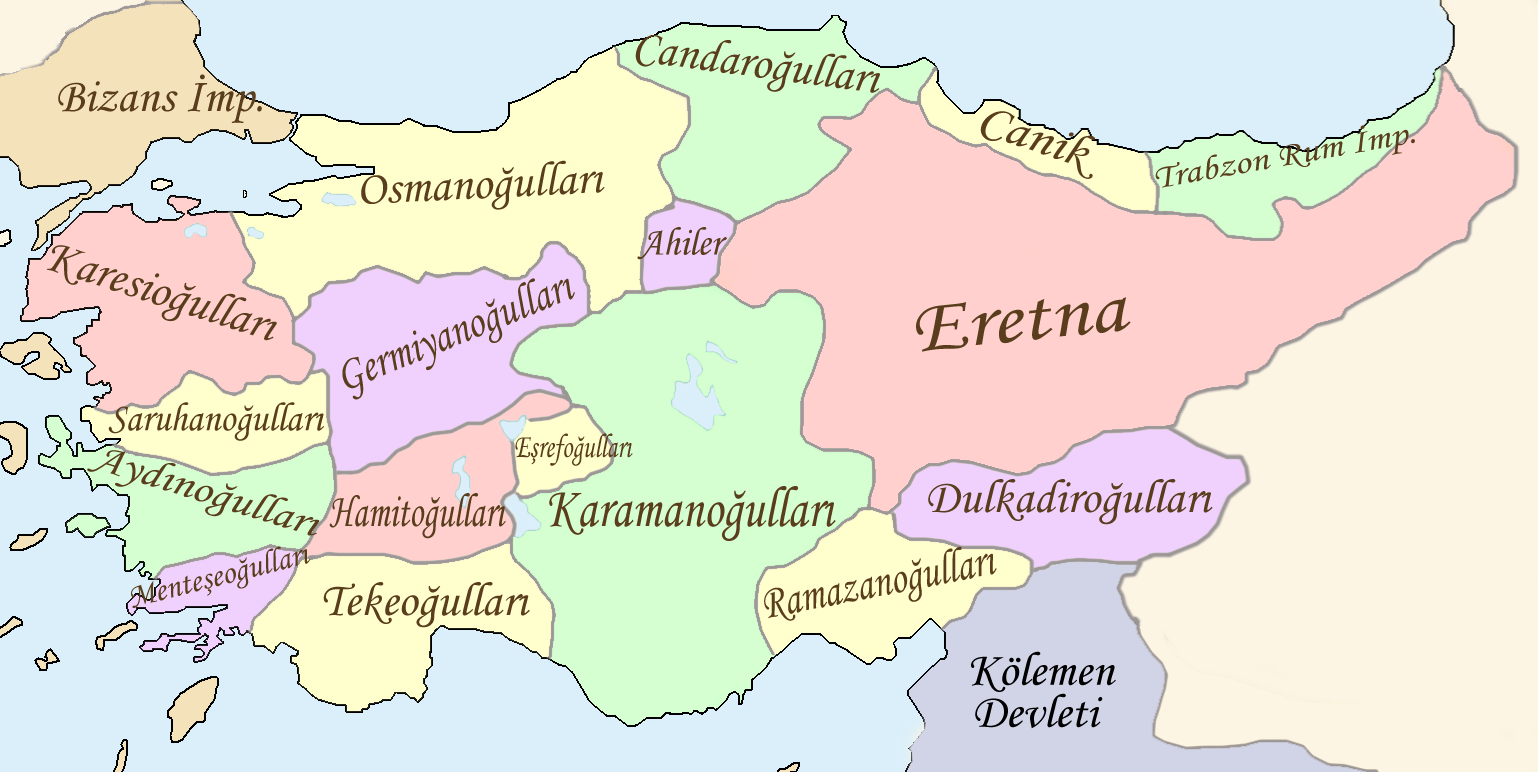
Mapa dels beilicats d'Anatòlia formats després de la batalla del Kösedağ (26 de juny de 1243).

| Dates      | Nom                                   | Nom turc                              | Fill de                               |                                       |
| ---------- | ------------------------------------- | ------------------------------------- | ------------------------------------- | ------------------------------------- |
| 1313- 1348 | Saru Khan                             | Saruhan                               |                                       | Fundador i epònim de la dinastia.     |
| 1348- 1374 | Fakhr al-Din Ilyas                    | Fahreddin Ilyas                       | Saruhan                               |                                       |
| 1374- 1388 | Muzaffar al-Din Ishaq                 | Muzaffereddin Ishak                   |                                       |                                       |
| 1388- 1391 | Khidhr Shah                           | Hızır Şah                             |                                       |                                       |
| 1391- 1402 | Annexió al sultanat otomà.            | Annexió al sultanat otomà.            | Annexió al sultanat otomà.            | Annexió al sultanat otomà.            |
| 1402- 1410 | Orkhan                                | Orhan                                 |                                       | príncep lleial a Tamerlà.             |
| 1410       | Annexió definitiva al sultanat otomà. | Annexió definitiva al sultanat otomà. | Annexió definitiva al sultanat otomà. | Annexió definitiva al sultanat otomà. |